# Ammophila terminata mocsaryi
Ammophila terminata mocsaryi é uma subespécie de insetos himenópteros, mais especificamente de vespas pertencente à família Sphecidae.
A autoridade científica da subespécie é Frivaldszky, tendo sido descrita no ano de 1876.
Trata-se de uma subespécie presente no território português.